# Thiên hoàng Yūryaku
Thiên hoàng Hùng Lược (雄略天皇, (Hùng Lược Thiên hoàng) Yūryaku-tennō, 418 – 7 tháng 8, 479) là Thiên hoàng thứ 21 của Nhật Bản, theo trật tự kế vị truyền thống. Không có ngày tháng chắc chắn về cuộc đời và thời đại của Thiên hoàng này. Yūryaku được cho là đã trị vì đất nước vào giữa thế kỷ 5, nhưng rất hiếm thông tin về ông. Các học giả chỉ còn biết than phiền rằng vào thời điểm này, chưa có đủ cứ liệu để thẩm tra và nghiên cứu thêm.
Theo Kojiki, ông lên ngôi vào ngày 13 tháng 11 năm 456 (Bính Thân) cho đến khi qua đời ngày 7 tháng 8 năm 479 (Kỷ Mùi).
Theo Kojiki và Nihonshoki, Yūryaku lúc hạ sinh được đặt tên là Hoàng tử Ohatsuse Wakatake (大泊瀬 幼武). Kiếm khai quật từ vài kofun chỉ ra rằng tên ông là Waka Takeru (Ōkimi). Yuryaku chỉ là thụy hiệu của ông được đặt vài thế kỷ sau đó. Sau khi anh trai là Thiên hoàng Anko bị ám sát, ông đánh bại những người anh em của mình và trở thành Thiên hoàng. Danh xưng của ông lúc còn sống chắc chắn không phải là tennō, mà có lẽ là Ōkimi và/hay Sumeramikoto (治天下大王 - amenoshita shiroshimesu ōkimi, hay sumera no mikoto, Trị Thiên Hạ Đại Vương) và/hay Vua của Yamato (ヤマト大王/大君 - yamato ōkimi, Yamato Đại Vương). Ông có ba người vợ (bao gồm Hoàng hậu Kusahahatahi). Người thừa kế ông, Hoàng tử Shiraka (Thiên hoàng Seinei), là con trai của phi Kazuraki no Karahime.
Yūryaku có lẽ được gọ là Bu (武, hay Võ, trong tiếng Nhật, đọc là Take hay Takeru) trong các ghi chép của Trung Hoa đương thời. Các ghi chép này nói rằng Bu bắt đầu trị vì trước năm 477, được các triều Lưu Tống, Nam Tề, và Lương công nhận là quốc chủ của Nhật Bản, và tiếp tục trị vì cho đến năm 502. Bu cử sứ giả đến triều Tống năm 477 và 478.
Yūryaku được nhớ đến như là người bảo trợ cho nghề nuôi tằm.

### Thơ văn
Lòng yêu thơ văn của Thiên hoàng Yūryaku là một trong những mặt được ghi chép lại nhiều về tính cách và triều đại của ông. Các bài thư được cho là thuộc về triều đại thế kỷ 5 này có trong Manyōshū, và nhiều bài thơ của ông được bảo tồn ở trong Kojiki và Nihonshoki.

## Vợ con
Hoàng hậu: Kusaka no hatabihime no Himemiko (草香幡梭姫皇女), con gái của Thiên hoàng Nintoku hoặc Thiên hoàng Richū
Phi: Katsuragi no Karahime (葛城韓媛), con gái của Katsuragi no Tsubura no Ōomi (葛城円大臣)
- Hoàng tử Shiraka (白髪皇子) (Thiên hoàng Seinei) (444?-484)
- Công chúa Takuhatahime (栲幡姫皇女) (?-459) (Saikū)

Phi: Kibi no Wakahime (吉備稚媛) (?-479), con gái của Kibi no Kamitsumichi no omi (吉備上道臣)
- Hoàng tử Iwaki (磐城皇子)
- Hoàng tử Hoshikawa no Wakamiya (星川稚宮皇子) (?-479)

Phi: Wani no warawakimi (和珥童女君), con gái của kasuga no Wani no omi Fukame (春日和珥臣深目)
- Công chúa Kasuga no Ōiratsume (春日大娘皇女), kết hôn với Thiên hoàng Ninken